# Can Jubany (restaurant)
Can Jubany és un restaurant de Calldetenes, representant de la cuina tradicional catalana.
Dirigit pel xef Nandu Jubany i la seva parella i responsable de la sala Anna Orte, Can Jubany és un restaurant ubicat en una masia que conserva tota la calidesa i aroma de les cases de pagès antigues. L'any 2022 fou reconegut amb una estrella Michelin, convertint-se en un dels més destacats de tot Europa. A més, ha estat considerat pels comensals com el millor restaurant d'Espanya.